# Kostel Navštívení Panny Marie (Kostelní Vydří)
Kostel Navštívení Panny Marie je filiální kostel v římskokatolické farnosti Kostelní Vydří, nachází se v centru obce Kostelní Vydří. Kostel je gotickou jednolodní stavbou s pětibokým závěrem a západní hranolovou věží. Kostel je chráněn jako kulturní památka České republiky.

## Historie
Kostel byl postaven jako gotická stavba ve 14. století a později byl upraven do pozdně gotického slohu. Následně byl kostel přestavěn v roce 1658 a v roce 1701 byl rozšířen o kostelní věž. V roce 1837 pak byl kostel znovu upraven, byla mu zaklenuta kostelní loď. Kostel při velkém požáru v roce 1889 vyhořel a byl obnoven.